# 弘昌
弘昌（こうしょう）は、五胡十六国時代、南涼の君主禿髪傉檀の治世で使用された元号。402年3月 - 404年2月。

## 西暦・干支との対照表
| 弘昌 | 元年  | 2年   | 3年   |
| 西暦 | 402年 | 403年 | 404年 |
| 干支 | 壬寅  | 癸卯  | 甲辰  |